# Teimouraz Ier d'Iméréthie
Teimouraz Ier d'Iméréthie (mort en 1772) est un roi d'Iméréthie de la dynastie des Bagration ayant régné de 1765 à 1768.

## Biographie
Teimouraz est le fils du prétendant Mamouka Ier, prince de Samlikélao, et de Darie, la fille de Béjan Ier de Mingrélie.
Avec l'appui des Ottomans, il usurpe pendant trois ans le trône de son cousin-germain le roi Salomon Ier et rétablit la traite des esclaves que ce dernier a aboli. Après le rétablissement de Salomon Ier, il est enfermé dans la prison de Moukhouri où il meurt en 1772.
Il a épousé la fille du principal opposant du roi Salomon Ier, Rostom Ier, duc de Racha de 1744 à 1769. Le couple ne laisse pas de postérité.